# Ningyuan
Ningyuan (chinesisch 宁远县, Pinyin Nīngyuǎn Xiàn) ist ein Kreis, der zum Verwaltungsgebiet der bezirksfreien Stadt Yongzhou im Süden der chinesischen Provinz Hunan gehört. Er hat eine Fläche von 2.489 km² und zählt 715.800 Einwohner (Stand: Ende 2018). Sein Hauptort ist das Straßenviertel Shunling 舜陵街道.
Der Konfuzianische Tempel von Ningyuan (Ningyuan wenmiao 宁远文庙) und die Stätte des Shun-Tempels (Shun di miao yizhi 舜帝庙遗址) stehen auf der Liste der Denkmäler der Volksrepublik China.